# Г20 индустријски развијених земаља
Г20 (Група 20) је неформални форум 19 држава са најразвијенијим економијама у свету, Европска унија и Афричка унија. Овај форум ради на решавању великих питања везаних за глобалну економију, попут међународне финансијске стабилности, ублажавања климатских промена и одрживог развоја. Државе Г20 заједно чине 90% светског БДП-а, 80% светске трговине и две трећине популације у свету. У 2019. години председавање Групом 20, по први пут је преузео Јапан, а јапански премијер Шинзо Абе је њен председник. Ова држава је и организатор Самита Г20 у Осаки у јуну 2019. године.
Г20 се састоји од већине великих светских економија, укључујући индустријски развијене земље и земље у развоју. Група заједно чини око 90 одсто бруто светског производа (GWP), 75-80 одсто међународне трговине, две трећине светске популације, и отприлике половине светске површине земљишта.
Г20 је основан 1999. године као одговор на неколико светских економских криза. Од 2008. године група се састаје најмање једном годишње, а на самитима учествују шефови владе или државе сваког члана, министар финансија, министар иностраних послова и други високи званичници; ЕУ представљају Европска комисија и Европска централна банка. Друге земље, међународне организације и невладине организације се позивају да присуствују самитима, неке на сталној основи.
На самиту 2009. Г20 је себе прогласила примарним местом међународне економске и финансијске сарадње. Углед групе је порастао током наредне деценије, а аналитичари је препознају као чиниоца са значајним глобалним утицајем; она је исто тако критикована због ограниченог чланства, недостатка овлашћења за спровођење, и наводног подривања постојећих међународних институција. Самити често бивају праћени протестима, посебно од стране група против глобализације.

## Историја

### Оснивање
Г20 је најновија у низу иницијатива након Другог светског рата усмерених на међународну координацију економске политике, која укључује институције попут „Бретонвудских близанаца“, Међународног монетарног фонда и Светске банке, и онога што је сада Светска трговинска организација.
Г20 је наговештен на самиту Г7 у Келну у јуну 1999. године, а формално је успостављен на састанку министара финансија Г7 26. септембра 1999. са инаугурационим састанком од 15. до 16. децембра 1999. у Берлину. Канадски министар финансија Пол Мартин изабран је за првог председника, а немачки министар финансија Ханс Ајкел био је домаћин инаугурационог састанка.
У извештају Колина И. Брадфорда и Јоханеса Ф. Лина са Брукингсовог института из 2004. године наводи се да је група основана првенствено на иницијативу Ајкела, тадашњег председника Г7. Међутим, Брадфорд је касније описао тадашњег министра финансија Канаде (и будућег премијера Канаде) Пола Мартина као „кључног архитектуру формирања Г-20 на нивоу министра финансија”, и као особу који је касније „предложила да Земље Г-20 пређу на самите на нивоу лидера”. Канадски академски и новинарски извори такође су идентификовали Г20 као пројекат који су покренули Мартин и тадашњи министар финансија САД Лари Самерс. Сви признају, међутим, да су Немачка и Сједињене Државе одиграле кључну улогу у остваривању своје визије.
Мартин и Самерс осмислили су Г20 као одговор на низ великих криза дуга које су се прошириле на тржиштима у развоју крајем 1990-их, почевши од кризе мексичког пезоса, а затим је уследила финансијска криза у Азији 1997. године, руска финансијска криза 1998. године, и то је на крају утицало на Сједињене Државе, најпроминентније у облику колапса истакнутог хеџ фонда Дугорочног менаџмента капитала у јесен 1998. То је илустровало да у свету који се брзо глобализује, Г7, Г8 и Бретонвудски систем неће моћи да обезбеде финансијску стабилност, те су они осмислили нову, ширу сталну групу великих светских економија која ће дати глас и нове одговорности у пружању исте.
О чланству у Г20 одлучивали су Ајкелов заменик Кајо Кох-Весер и Самерсов заменик Тимоти Гајтнер. Према политичком економисти Роберту Вејду:
„Гајтнер и Кох-Весер су ревидирали списак земаља и извели закључак: Канада унутра, Португал напоље, Јужна Африка унутра, Нигерија и Египат напоље и тако даље; они послали су своју листу другим министарствима финансија Г7; и позив за првом састанак је послат.”"

## Земље чланице
Чланови Г20 земаља су министри финансија и гувернера националних банака 19 земаља и гувернера Европске централне банке:
- Аргентина
Хавијер Милеј,  председник
- Аустралија
Ентони Албаниз,  премијер
- Бразил
Луиз Инасио Лула да Силва,  председник
- Канада
Марк Карни,  премијер
- Кина
Си Ђинпинг,  председник
- Француска
Емануел Макрон,  председник
- Немачка
Фридрих Мерц,  канцелар
- Индија
Нарендра Моди,  премијер
- Индонезија
Прабово Субјанто,  председник
- Италија
Ђорђа Мелони,  премијер
- Јапан
Шигеру Ишиба,  премијер
- Мексико
Клаудија Шејнбаум,  председник
- Јужна Кореја
Јун Сукјул,  председник
- Русија
Владимир Путин,  председник
- Саудијска Арабија
Салман,  краљ
- Јужна Африка
Сирил Рамафоса,  председник
- Турска
Реџеп Тајип Ердоган,  председник
- Уједињено Краљевство
Кир Стармер,  премијер
- Сједињене Државе
Доналд Трамп,  председник
- Eвропска унија
Антонио Коста,  председник Европског савета
- Европска унија
Урзула фон дер Лајен,  председник Европске комисије
- Афричка унија
Мохамед улд Газуани,  председавајући Афричке уније
- Афричка унија
Муса Факи,  председавајући Афричке комисије